# Серуцьовце
Серуцьовце (пол. Sieruciowce) — село в Польщі, у гміні Новий Двур Сокульського повіту Підляського воєводства.
Населення — 193 особи (2011).
У 1975-1998 роках село належало до Білостоцького воєводства.

## Демографія
Демографічна структура станом на 31 березня 2011 року:
|          | Загалом | Допрацездатний вік | Працездатний вік | Постпрацездатний вік |
| -------- | ------- | ------------------ | ---------------- | -------------------- |
| Чоловіки | 99      | 25                 | 55               | 19                   |
| Жінки    | 94      | 20                 | 47               | 27                   |
| Разом    | 193     | 45                 | 102              | 46                   |